# Plusia obscura
Plusia obscura är en fjärilsart som beskrevs av Barend J. Lempke 1966. Plusia obscura ingår i släktet Plusia och familjen nattflyn. Inga underarter finns listade i Catalogue of Life.